# La Baule-Escoublac
La Baule-Escoublac (bretonsko Ar Baol-Skoubleg) je letoviško naselje in občina v francoskem departmaju Loire-Atlantique regije Loire. Leta 2012 je naselje imelo 15.474 prebivalcev.

## Geografija
Kraj leži v pokrajini Bretaniji ob Atlantskem oceanu, 18 km zahodno od Saint-Nazaira. Na ozemlju občine vzhodno od naselja se nahaja letališče Aérodrome de La Baule-Escoublac.

## Uprava
La Baule-Escoublac je sedež istoimenskega kantona, v katerega so poleg njegove vključene še občine Batz-sur-Mer, Le Croisic, Le Pouliguen, Pornichet in Saint-André-des-Eaux s 43.284 prebivalci.
Kanton Baule-Escoublac je sestavni del okrožja Saint-Nazaire.

## Zanimivosti
- 12 km dolga peščena obala ob Atlantiku,
- svetilnik Phare de la Banche iz leta 1865, od leta 2011 na seznamu francoskih zgodovinskih spomenikov,
- cerkev sv. Petra, Escoublac,
- neoromanska kapela sv. Ane, zgrajena v letih 1880-1903
- neoromanska cerkev Notre-Dame de La Baule-Escoublac (1931-35),
- prestižni hoteli Castel Marie-Louise, l'Hermitage, Royal, le Majestic,
- britansko vojaško pokopališče.

## Pobratena mesta
- Homburg (Posarje, Nemčija),
- Inverness (Škotska, Združeno kraljestvo),
- Vila Real de Santo António (Portugalska).